# Clamart
Clamart is een gemeente in het Franse departement Hauts-de-Seine (regio Île-de-France). De gemeente telde 56.882 inwoners op 1 januari 2022. De plaats maakt deel uit van het arrondissement Antony.
Op 22 augustus 1962 werd te Clamart door een groep rond luitenant-kolonel Jean Bastien-Thiry een aanslag gepleegd op president Charles de Gaulle. Op 11 november 2004 is de voormalige Palestijnse leider en Nobelprijswinnaar Yasser Arafat overleden in het ziekenhuis van Clamart.

## Geografie
De oppervlakte van Clamart bedroeg op 1 januari 2022 8,77 vierkante kilometer; de bevolkingsdichtheid was toen 6.486 inwoners per km².
De onderstaande kaart toont de ligging van Clamart met de belangrijkste infrastructuur en aangrenzende gemeenten.

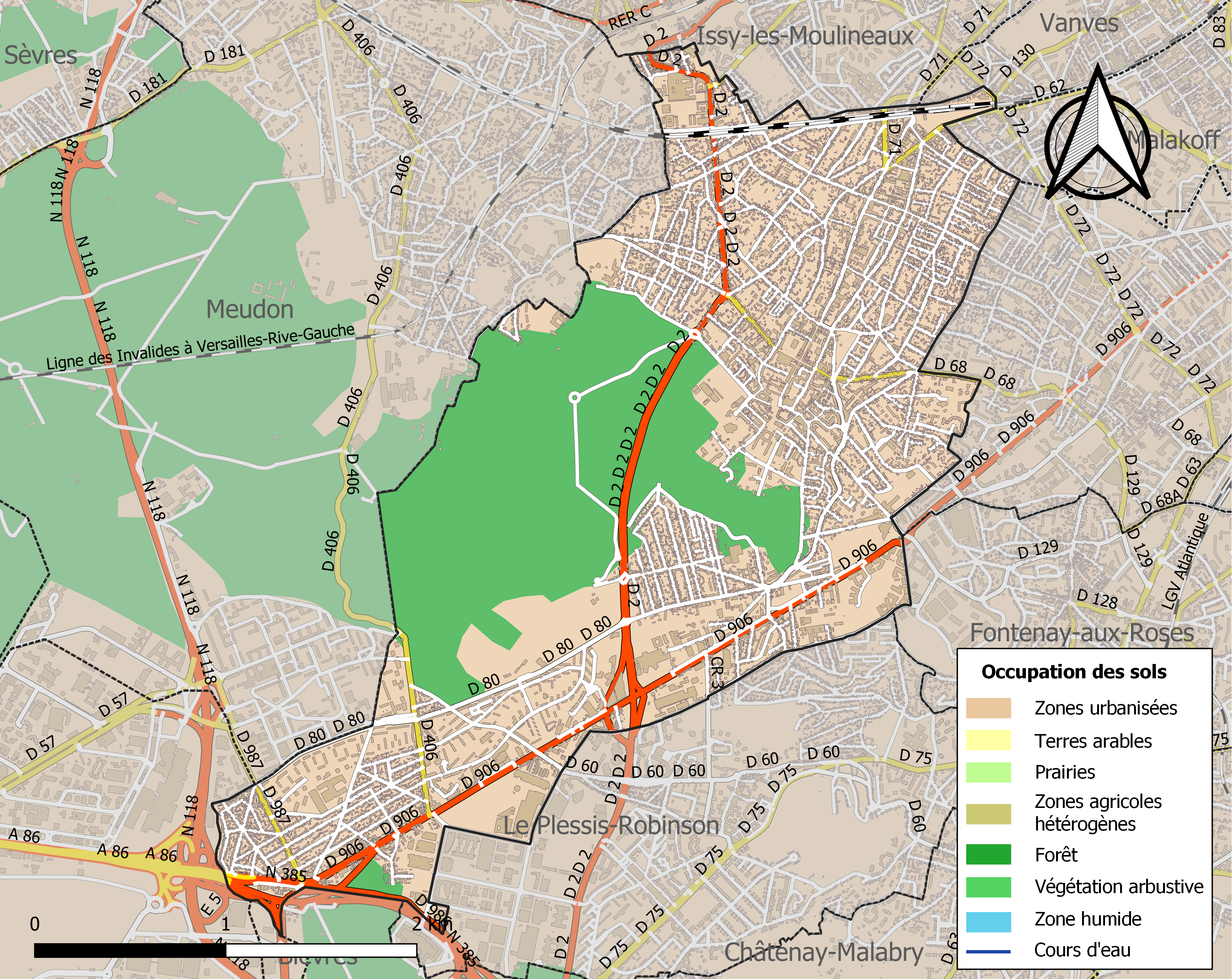

## Demografie
Onderstaande figuur toont het verloop van het inwonertal (bron: INSEE-tellingen).

## Geboren
- Dany Robin (1927-1995), actrice
- Hatem Ben Arfa (1987), Frans voetballer van Tunesische afkomst
- Gabriel Attal (1989), politicus; premier vanaf januari 2024

## Overleden
- Nikolaj Berdjajev (1874–1948), Russisch cultuur- en godsdienstfilosoof
- Marcel Carné (1906-1996), filmregisseur
- Ernest Mancoba (1910-2002), Afrikaans-Frans beeldhouwer en kunstschilder
- Yasser Arafat (1929-2004), Palestijns strijder en politicus
- Renée Faure (1918-2005), actrice